# Burgundy School of Business

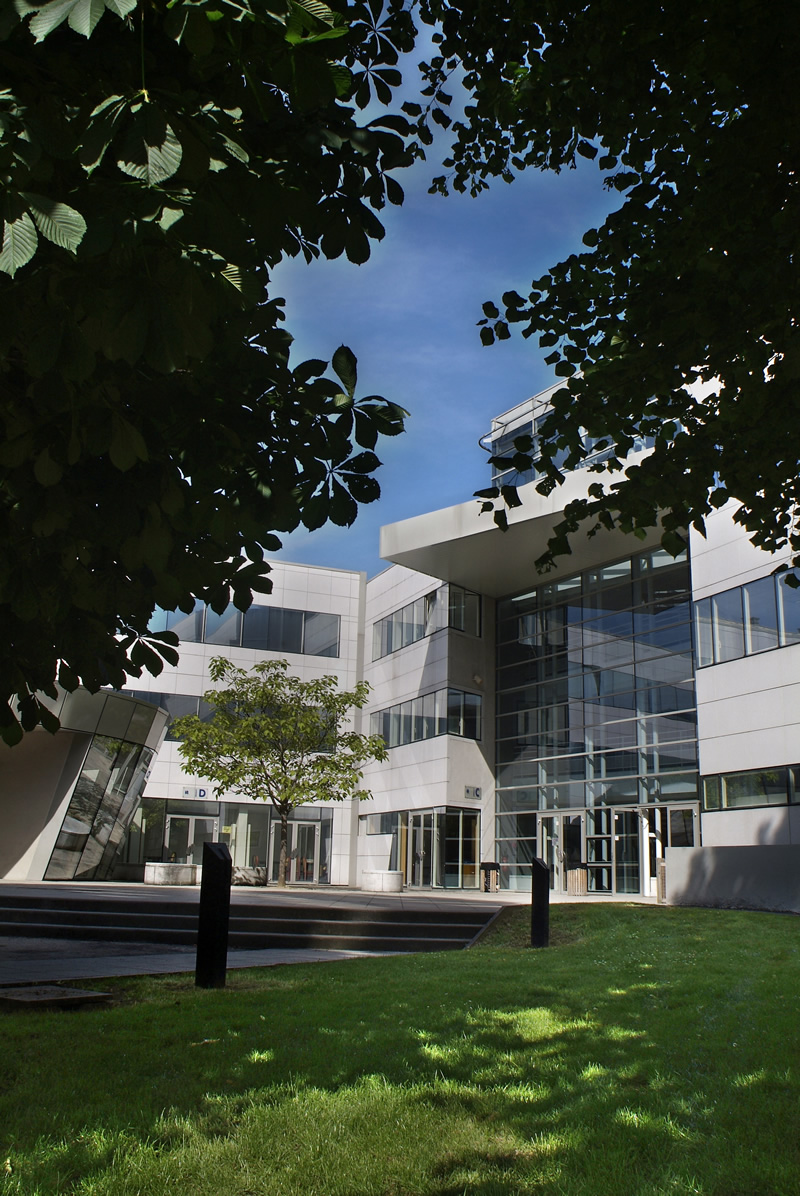
Campus da BSB em Dijon.

A Burgundy School of Business é uma escola de comércio europeia com campus em Paris, Dijon e Lyon. Foi fundada em 1899.

## Descrição
A BSB possui tripla acreditação; CGE, EQUIS e AACSB. A escola possui cerca de 16.000 ex-alunos. Entre seus ex-alunos estão Stéphane Baschiera (CEO Moët & Chandon), o Antoine Lesec (CEO Being).

## Programas
A BSB possui mestrado em Administração e várias outras áreas, tais como Marketing, Finanças, Mídia e Recursos Humanos. Possui também um MBA Executivo.

## Rankings
Em 2019, seu mestrado em Administração foi considerado como setenta décimo segundo do mundo pela Financial Times.